# Тевистон (Калифорнија)
Тевистон (енгл. Teviston) насељено је место без административног статуса у америчкој савезној држави Калифорнија.

## Демографија
По попису из 2010. године број становника је 1.214.
| Група             | 2000.    | 2010.         |
| Белци             | 0 (0,0%) | 111 (9,1%)    |
| Афроамериканци    | 0 (0,0%) | 50 (4,1%)     |
| Азијати           | 0 (0,0%) | 10 (0,8%)     |
| Хиспаноамериканци | 0 (0,0%) | 1.039 (85,6%) |
| Укупно            | 0        | 1.214         |